# Tocoy
Tocoy är en ort i Mexiko.   Den ligger i kommunen San Antonio och delstaten San Luis Potosí, i den centrala delen av landet, 250 km norr om huvudstaden Mexico City. Tocoy ligger 260 meter över havet och antalet invånare är 1 061.
Terrängen runt Tocoy är huvudsakligen kuperad, men åt nordost är den platt. Runt Tocoy är det ganska tätbefolkat, med 124 invånare per kvadratkilometer. Närmaste större samhälle är Tampate, 16,0 km väster om Tocoy. I omgivningarna runt Tocoy växer huvudsakligen savannskog.